# Desiderio da Firenze
Desiderio da Firenze est un sculpteur et fondeur italien, actif entre 1532 et 1545 à Padoue et Venise. On ne connaît ni ses dates de naissance et de décès ni ses lieux de naissance et de décès. Son nom peut laisser entendre qu'il est né à Florence. Il a été un imitateur d'Andrea Briosco dit il Riccio et de Severo da Ravenna.
D'après le rédacteur de la notice du Brûle-parfum "Au dieu Pan" de la collection du duc d'Arenberg, il serait considéré comme le petit-fils de Desiderio da Settignano.

## Biographie
Desiderio apparaît pour la première fois dans les comptes de la Loggia del Consiglio de Padoue le 7 mars 1532 pour le premier paiement pour la fabrication de l'urne de bronze pour recueillir les votes du conseil. Il a reçu le solde du contrat le 8 février 1533.
Dans un document daté du 18 avril 1545 passé par la fabrique de la cathédrale Saint-Marc, il est cité comme associé de « Tiziano da Padova », Tiziano Aspetti dit Tiziano Minio (1511-1552), pour la réalisation du couvercle en bronze des fonts baptismaux de Saint-Marc. Le contrat prévoit que le couvercle doit représenter épisodes de la vie de saint Jean-Baptiste et des évangélistes. Tiziano Aspetti dit Minio a travaillé avec Jacopo Sansovino quand il était à Venise. La rédaction du contrat semble montrer que Desiderio da Firenze a été pour ce contrat le fondeur de Tiziano Aspetti Minio qui a fourni les modèles pour le couvercle des fonts baptismaux.
Ce sont les seuls documents citant Desiderio da Firenze, et sa seule œuvre certaine est l'urne de bronze du conseil de Padoue conservée dans le musée Bottacin de Padoue. Les attributions d'œuvres ont été faites ensuite en les comparant avec l'urne de bronze du conseil de Padoue.
Pour Leo Planiscig considérait que Desiderio da Firenze était un « rejeton direct de l'atelier de Riccio » et ses ouvrages devaient être recherchés « parmi ceux de Riccio, c'est-à-dire parmi ces produits d'atelier qui ne sont pas des compilations ou des répliques serviles, mais qui montrent dans le développement des formes un style de transition entre Riccio et Sansovino ». Dans l'étude critique de l'urne pour recueillir les votes du conseil de Padoue, Jill E. Carrigton tente de montrer que Desiderio da Firenze a été formé à Florence. Bertrand Jestaz montre au contraire la filiation de cette urne avec le candélabre de Riccio se trouvant au Santo de Padoue.
On attribue à Desiderio da Firenze des petits objets fonctionnels en bronze, comme des encriers, des cassolettes, des brûle-parfums dont la décoration utilise un univers fabuleux peuplé de visages de grotesques, de faunesses, de satyres ou d'autres personnages fantastiques, des statuettes mythologiques ou érotiques.
Les attributions entre Andrea Riccio et Desiderio da Firenze ont souvent changé. Le groupe Faune et faunesse du Musée de la Renaissance d'Écouen d'abord attribué à Andrea Riccio par Bertrand Jestaz, puis à Desiderio da Firenze a été récemment rendu à Andrea Riccio,.
Andrea Moschetti (1865-1943)suppose que la commande de l'urne de bronze de Padoue a été donnée à Desiderio da Firenze parce que Andrea Riccio était proche de sa mort et que Desiderio da Firenze était considéré par les membres du Conseil de Padoue comme son disciple. Dans son étude sur les œuvres de Riccio, Anthony Radcliffe concluait dans son étude des œuvres attribuées à Andrea Riccio que Desiderio da Firenze était « presque certainement responsable de beaucoup d'autres bronzes qui ont été imprudemment attribuées à Riccio ».
Les sculptures en bronze de satyres ont été attribués à Andrea Riccio, Severo da Ravenna ou Desiderio da Firenze. Jeremy Warren, conservateur en chef de la Wallace Collection, attribue à Desiderio da Firenze les variantes du satyre de Severo da Ravenna dont on peut voir un exemple à la National Gallery of Art. Plusieurs versions de satyre assis lui ont été attribuées.

## Œuvres attribuées
- Urne de bronze pour recueillir les votes du conseil de Padoue (urna per votazioni), 1532, musée Bottacin (Padoue)
- Brûle-parfum "Au dieu Pan" de la collection du duc d'Arenberg[9].
- Brûle-parfum au satyre de la collection Robert Lehman du Metropolitan Museum of Art[10],[11].
- Brûle-parfum de la collection Wernher acheté en 2003 par l'Ashmolean Museum[12].
- Brûle-parfum de la collection Widener à la National Gallery of Art de Washington.
- Brûle-parfum au Rijksmuseum Amsterdam[13]
- Guerrier à cheval provenant de la collection Robert Lehman au Metropolotan Museum of Art[14].
- Base d'un ustensile à la Wallace collection[15].
- Satyre de la collection Reinhold Hofstätter[16].